# 大阪地裁所長襲撃事件
大阪地裁所長襲撃事件（おおさかちさいしょちょうしゅうげきじけん）とは、2004年、大阪地方裁判所所長が襲撃されて現金を強奪された強盗致傷事件。

## 事件の経過
2004年2月16日の夜、大阪市住吉区の住宅街で、徒歩で帰宅中の大阪地方裁判所所長・鳥越健治が4人組の若者に襲われ、現金6万3千円を強奪された上に骨盤骨折などで全治2ヶ月の重傷を負った。
大阪府警察の捜査は難航したが、補導歴や不登校など問題行動のある少年をしらみつぶしに調べた結果、A（当時16歳）・B（当時14歳）・C（当時13歳）の3人を犯行に関与したと断定して強盗致傷容疑でA・Bを逮捕、Cを補導した。
6月14日朝から事情聴取は始まり、その日のうちに「西成区の二十代の男ら二人におやじ狩りを指示された」「顔見知りのD・Eから指示され、二人も見張り役などで加わっていた。相手が裁判所の所長と知らなかった」などとあっさり口を割っている（読売新聞より引用）が、この自白が事実であったのであれば以降の報道と矛盾する。その後Cが「初めはやっていないと言ったけど、言っても言っても聞いてくれなくて、脅されたりして…」と後に語るように（外部リンク参照）、刑事2人により3ヶ月間、本来は違法である推定有罪的な取り調べのやり方で長時間の取り調べを受け、「早く自宅へと帰りたい」との一心で顔見知りのD・Eの名前を出し、自分たちが犯行をやったと一旦は自供する（ただし、読売新聞の記事通りであれば6月14日の時点で最初から自供していることとなり、矛盾が生じている）。
警察は少年らの供述からD・Eを逮捕、A・Bを大阪家庭裁判所に、Cを児童自立支援施設に送致した。D・Eの逮捕から4ヵ月後、大阪府警は担当刑事を本部長表彰。だが、D・Eは警察署でも拘置所でも一貫して無罪を主張する（拘置所では重要人物襲撃による重大事件の被疑者として独居房に置かれた）。
やがてD・Eの弁護団は、犯人の写っている防犯カメラの映像を警察が押収していたが、科学鑑定を行っていなかった事実を突き止める。専門家に分析を依頼した結果、警察がD・Eの片方だと判断した映像内の男性と、本人の身長差が15センチ以上もあることが判明。そして、鳥越に体当たりしたと警察に犯行を自供したCが、犯行時刻に現場から遠く離れた自宅付近でメールのやりとりをしていたことが判明。警察が防犯カメラの分析も、少年の携帯電話のチェックもしておらず、見込み捜査のみで供述の裏付け・アリバイつぶしを行っていなかったことが発覚した。
2005年2月、大阪地裁は強盗致傷の罪に問われているD・Eを全面否認のまま保釈するという異例の決定を行う。
その後も真犯人を特定できず2019年に公訴時効成立となった。

## 裁判
- Cは大阪府警が児童相談所に通報して児童自立支援施設に入所（現在は出所している）。
- D・Eは8年の懲役を求刑されたが、2006年3月20日、一審で無罪判決[1]。2008年4月17日、二審も無罪判決が出て無罪が確定した[2]。
- Bは2006年3月に大阪家裁より中等少年院送致の保護処分が決定。その後、少年側の抗告により、2007年5月14日、大阪高裁で第1回抗告審が行われ、差し戻し決定[3]。同年12月17日、大阪家裁は不処分を決定[4]。今度は検察側の抗告により大阪高裁で第2回抗告審が行われ、2008年3月、差し戻し決定が出され、少年側の再抗告により、同年7月11日、最高裁第三小法廷（田原睦夫裁判長）で大阪高裁の差し戻し決定が取消され不処分が確定した[5]。
- Aは2004年7月に大阪家裁より中等少年院送致が決定。2005年11月、少年院送致処分の取り消しを申し立てを行う。2006年2月、少年院を退院。2008年2月28日、大阪家裁（大西良孝裁判長）より処分取り消しが決定[6]。検察側はこの決定を不服として大阪高裁に抗告受理の申立てを行ったが、同年9月17日、大阪高裁は抗告を棄却する決定を行った（成人の再審無罪判決に相当する家裁の保護処分取消・不処分決定が確定）。これにより、少年審判・刑事手続に付されていた4人について全員無罪判決・非行事実なしの不処分決定が確定した。
- 無罪判決が確定した5人が国などに賠償を求めた民事訴訟で、当時取り調べなどを担当した大阪府警の警察官らが「今でもクロだと思う」「無実じゃないでしょうしね」「裁判はたまたま無罪になっているだけ」「犯人の仲間だと思っている」などと証言、5人の支援者や識者から「冤罪事件で苦しんだ人をさらに苦しめる発言だ」と批判された[7]。

2011年1月20日、大阪地裁（吉田徹裁判長）は取り調べを違法と認定し、総額約1500万円の支払いを命じた。

## 関連書籍
- 一ノ宮美成『自白調書の闇 大阪地裁所長襲撃事件「冤罪」の全記録』 宝島社 (2009年)